# Nissan 70
Der Nissan Typ-70 war das erste Pkw-Modell von Nissan. Nach der Gründung von Nissan trat ein neuer Präsident an die Spitze der Nissan Motor Co., Ltd, Rokuro Auykama. Dieser war mit dem bereits Anfang des 20. Jahrhunderts aus Nordamerika nach Japan ausgewanderten Ingenieur William Gorham befreundet, der bereits seine Fahrzeugmarke Lila Automobile in das Unternehmen Datsun eingebracht hatte. Auykama beauftragte Gorham, in den USA nach einem Kooperationspartner für Nissan zu suchen, da bislang nur Datsun-Kleinwagen und -Trucks (Pickups) gebaut wurden. Zudem hatte Nissan ein großes Grundstück in Yokohama erworben und plante eine neue Fabrik zu errichten, da bislang alle Modelle von verschiedenen Zulieferern vorgefertigt wurden und in der Datsun-Werkshalle (das Werk war kurz zuvor einem Blitz zum Opfer gefallen) zusammengebaut werden mussten. Gorham fand in den USA die Firma Graham-Paige, die sich in finanziellen Schwierigkeiten befand, und handelte mit dieser einen Kooperationsvertrag bzw. Lizenzvertrag aus. Dieser sah den Kauf einer kompletten Produktionsanlage des Graham-Paige Crusader und des Graham-Paige Truck (LKW) vor, da Graham-Paige wegen wirtschaftlichen Schwierigkeiten gezwungen war, ein Werk zu schließen. Für die Anlagen und Lizenzgebühren musste Nissan US$390000 an Graham-Paige bezahlen. Nachdem auf dem Gelände in Yokohama die neue Fabrik errichtet war, wurde ab 1935 der Datsun 15 produziert und parallel lief die Integration und Vorbereitung der Graham-Paige-Lizenzproduktion. Ab 1937 wurde dann der LKW Nissan 80 produziert und im gleichen Jahr startete auch die Produktion des Nissan Typ 70. Wegen des Zweiten Weltkriegs endete die Produktion des Modells bereits 1943 nach 5500 Exemplaren, während der Lkw, der mittlerweile mit dem Nissan 90, einem Kleinbus auf Basis des 80 ergänzt wurde, weiter produziert wurde. Erst 1960 wurde wieder ein Nissan-Pkw produziert, der Nissan Cedric. Weil Nissan in den Zweiten Weltkrieg verwickelt war, wurden erst wieder in den 1970er Jahren Fahrzeuge von Nissan exportiert und heimische Modelle im Export als Datsun vermarktet, während der Typ 70 bereits in den 1930er Jahren in asiatische Länder und auch China exportiert wurde.

## Modellgeschichte
Der Typ 70 wurde ab August 1937 als viertürige Limousine und Phaeton gebaut. Beim Phaeton handelte es sich um einen offenen Wagen mit Stoffverdeck. Die Modellreihe konkurrierte mit dem bereits 1936 gestarteten Toyoda AA und war ein Modell der oberen Mittelklasse in Japan, während das Ursprungsmodell in Nordamerika zur unteren Mittelklasse zählte. Als Wettbewerber gab es außer Toyota noch Chevrolet mit eigenem Montagewerk in Japan und Ford.
Mit einem Preis von  ¥ 4000 für die Standardlimousine und ¥ 4500 für ein Taximodell mit drei Sitzen im Fond und zwei zusätzlichen Notsitzen, eroberte sich der Typ 70 schnell die Marktführerschaft. Ferner wurde 1938 der Phaeton mit einem gefütterten Stoffdach und einer klappbaren Windschutzscheibe angeboten, der vor allem von der japanischen Armee erworben wurde.
Der Benzinmotor war mit einem 4-Gang-Schaltgetriebe gekoppelt.
Nach Kriegsbeginn ging die komplette Produktion an die japanische Armee und Nissan stellte auch ein Modell mit Krankenwagenaufbau her.
Dies sicherte Nissan gute Verkäufe, gleichzeitig war aber dadurch neben anderen Nissan-Kriegsprodukten der Name Nissan mit dem Krieg Japans verbunden, weshalb Nissan erst in den 1970er Jahren begann, die Marke Nissan im Export zu verwenden.
1943 wurde wegen Rohstoffknappheit im Krieg die Produktion des Typ 70 beendet. Der Nachfolger im Segment der oberen Mittelklasse im Konzern war der ab 1948 gebaute Datsun DB.